# Tây Chu Văn công
Tây Chu Văn công (chữ Hán: 西周文公, trị vì: ? - 256 TCN) là vị quân chủ cuối cùng của nước Tây Chu thời Chiến Quốc trong lịch sử Trung Quốc, tên húy của ông là Cơ Cữu (姬咎) và ông là con trai thứ của Tây Chu Vũ công Cơ Cộng Chi.

## Thân thế
Nguyên Tây Chu Vũ công có hai người con trai là Cơ Cộng và Cơ Cữu, Cơ Cộng được lập làm thái tử còn Cơ Cữu thời gian đó được đưa sang làm con tin nước Sở để đổi lấy một số viện trợ về kinh tế và quân giới. Cơ Cữu ở nước Sở được vài năm thì hay tin anh trai là Cơ Cộng qua đời, ông được vua Sở phát binh đưa về nước để nhận ngôi thái tử thế tập.

## Nỗ lực phục hưng Chu thất
Thời gian Cơ Cữu tại vị cũng là lúc vương thất nhà Chu đã đến hồi mạt vận, Chu Noãn Vương tuy vẫn ở nhờ cung điện của ông nhưng lại nợ tiền dân chúng không trả nổi phải chạy trốn vào sau ghế ẩn núp. Cơ Cữu chứng kiến cảnh quân nước Tần thắng thế đang có ý đồ thâu tóm các nước khác mà chẳng chịu cam tâm, ông quyết định thay mặt thiên tử đứng ra hợp tung với các nước chư hầu tấn công Tần nhằm ngăn chặn bước tiến mở rộng tiềm lực của nước này.
Năm 256 TCN, Tây Chu Văn công đứng đầu liên minh thảo phạt nước Tần, không ngờ liên quân chỉ là một đám ô hợp kẻ dùng dằng chưa dám tiến kẻ không đánh đã rút lui người thì chờ thủ thế nên thất bại nhanh chóng. Quân Tần đánh thẳng tới kinh đô nước Tây Chu khiến Cơ Cữu thua, phải bỏ chạy sang đất Đan (nay thuộc thành phố Nhữ Châu tỉnh Hà Nam), Chu Noãn Vương bị cắt mất nguồn lương thực buộc lòng phải đầu hàng quân Tần khiến nhà Chu đến đây kết liễu. Tiếp theo quân Tần lại tổ chức hành quân càn quét sang đất Đan vây bắt bằng được Tây Chu quân, Cơ Cữu cùng đường bí lối đành phải cúi đầu xưng thần và dâng cho Tần 36 ấp cùng với 30.000 dân đất Đan và nước Tây Chu cũng cáo chung sau 184 năm tồn tại với 5 đời chúa.